# Slope megye
Slope megye az Amerikai Egyesült Államokban, azon belül Észak-Dakota államban található. Megyeszékhelye Amidon, legnagyobb városa Marmarth. Lakosainak száma 706 fő (2020. április 1.). Slope megye Billings, Stark, Hettinger, Adams, Bowman, Fallon és Golden Valley megyékkel határos.

## Népesség
A megye népességének változása:
| Lakosok száma | 727  | 719  | 756  | 761  | 767  | 706  |
|               | 2010 | 2011 | 2012 | 2013 | 2015 | 2020 |